# モナ・オズーフ
モナ・オズーフ (Mona Ozouf; 1931年2月24日 -) はフランスの歴史学者、哲学者、国立科学研究センターの主任研究員。フランス革命史と教育史を専門とし、とりわけフランソワ・フュレとの共著『フランス革命事典』(邦訳全7巻) で知られる。

## 背景

### ブルトン語教育 - 父ヤン・ソイエの影響
モナ・オズーフは1931年2月24日、ランニリス（ブルターニュ地域圏、フィニステール県）にモナ・アニッグ・ソイエとして生まれた。父ヤン・ソイエと母アンヌ・ル・ダンはともに小学校の教員で、父ヤン・ソイエは極左・反教権主義者で、特にブルトン語を教育の必要を訴える「アル・ファルス」（ブルトン語で「鎌」の意）の活動の主導者であった。また、出生名はジャン・ソイエだが、ブルトン語の「ヤン」に改名している。
オズーフはブルトン語の教育を受けたが、彼女が4歳のとき、33歳の若さで亡くなったヤン・ソイエは、死の間際に妻アンヌに「我々の思想を娘に押しつけてうんざりさせることのないように。自分で本を読んで理解するようになるだろうから」と語った。オズーフは後に父の影響について、「一つの模範であり（自分のなかで）ほとんど伝説的な人物となっている」とし、父はブルトン語の遺産を守ることを希望していたにもかかわらず、彼女自身はフランスの地方ではなくむしろ逆に中央（パリ中心）の歴史であるフランス革命を専門としたことは両親の意思に反することだったのかもしれないが、一方で、家庭で教えられるブルターニュの言語・歴史と学校で教えられるフランスの言語・歴史の間にある大きな溝に気づき、歴史教育のあり方を考えるようになったと語っている。母アンヌからの影響については、仕事へのこだわり、他人に頼らないこと、経済的自立は女性にとって最も重要なことの一つであることを学んだという。

### 作家ルイ・ギルーの影響
一家はランニリスからプルーア（ブルターニュ地域圏、コート＝ダルモール県）へ、さらに同県のサン＝ブリユーへ越した。サン＝ブリユーではエルネスト・ルナン中学校（コレージュ）に通い、作家ルイ・ギルーの妻ルネ・ギルーが同校のフランス語教員であったことからギルー家に出入りするようになり、それまでは専ら父の書斎にあったシャルル・ル・ゴフィック、アナトール・ル・ブラーズ (邦訳『ブルターニュ幻想民話集』『ブルターニュ死の伝承』) などのブルターニュの作家の作品を読んでいたが、以後はギルーの勧めに従ってアルベール・カミュなどの同時代の作家やロシア、英国の小説を読みふけるようになった。

## 教育・研究
レンヌで1年間、グランゼコール文系準備過程を取り、16歳のときに高等学校全国試験のフランス語で最優秀賞を得た。女子高等師範学校で哲学の一級教員資格（アグレガシオン）を取得した。1954年に歴史学者ジャック・オズーフに出会い、1955年に結婚。彼を介してドニ・リシェ、エマニュエル・ル・ロワ・ラデュリ、フランソワ・フュレらの他の歴史学者と一緒に仕事をするようになった。特にフランソワ・フュレとは以後、主著『フランス革命事典』のほか多くの共著を発表している。
長年、社会科学高等研究院 (EHESS) のレイモン・アロン社会学・政治学センターの研究員を務めた後、1997年から国立科学研究センターの主任研究員を務めている。また、『ヌーヴェル・オプセルヴァトゥール』にコラムを連載し、ピエール・ノラが創設した政治・社会学雑誌『ル・デバ』にも参加している。

## 政治的立場
政治的には左派であり、1950年に共産党に入党したが、当時の多くの若い共産党員と同様に、1956年のフルシチョフ報告（スターリン批判）およびハンガリー動乱（自由化を求める民衆の暴動がソ連軍により弾圧、数千人の市民が殺害され、25万人近くの人々が難民となって国外逃亡、指導者ナジ＝イムレが処刑された事件）に深く失望して離党した。
2005年、ピエール・ヴィダル＝ナケのイニシアティブによりモナ・オズーフ、エリザベット・バダンテール、ポール・ヴェーヌ、ジャン＝ピエール・ヴェルナン、ピエール・ノラ、マルク・フェロー、ミシェル・ヴィノックら19人の歴史学者が「歴史の自由」を訴える請願書を『リベラシオン』紙に掲載し、600人以上の署名を集めた。この訴えは、「近年、ますます頻繁に政治が過去の出来事の評価に介入するようになり、歴史家や思想家が裁判に巻き込まれることが多くなった」事態を憂慮し、歴史は宗教、道徳、記憶などではなく科学であり、したがって、歴史学にとって重要なのは厳密な方法による事実の確定であり、決して過去を裁くことではない、自由な国において歴史的事実を確定する権利を有するのは議会や司法当局ではないという趣旨である。具体的には、1) ゲソー法（人種差別、反ユダヤ主義その他の排外主義的行為を抑圧するための1990年7月13日付法律、2) アルメニア法（1905年のアルメニアにおけるジェノサイドを確認する2001年1月29日付法律）、3) トビラ法（奴隷売買と奴隷制度を人道に反する罪と認める2001年5月21日付法律）の規定の一部がこうした原則に反するものであるとした。この「歴史の自由」の訴えは大きな反響を呼んだ。特にゲソー法に含まれる言論の自由を制限する内容は、極右政党国民戦線のヘイトスピーチ的・歴史修正主義的な言説へのやむを得ない対抗手段であったからである。現在、ピエール・ノラが「歴史の自由」協会の会長を務めている。

## 主な研究分野

### フランス革命史
1988年に発表されたフランソワ・フュレとの共著『フランス革命事典』は「事件」、「人物」、「制度と創造」、「思想」、「解釈と歴史家」の5部により構成され、邦訳では「事件」、「人物 I」、「人物 II」、「制度」、「思想 I」、「思想 II」、「歴史家」の全7巻として1998年から2000年にかけて発表された。原著はさらに1992年と2007年に増補新版が出されている。第1巻「事件」では、イタリア戦役、ヴァレンヌ逃亡から恐怖政治、サン=ドマングの革命、連邦主義、連盟祭まで19のキーワードを中心にフランス革命の歴史をたどっている。第2巻・第3巻「人物」では、革命の展開において重要な位置を占めたミラボー、ラファイエット、ロベスピエール、ルイ16世の人物像およびアンラジェ、王政派、サン＝キュロット、テルミドール派などの活動についての独自の解釈を加えて解説している。第4巻「制度」では、共和暦、憲法、県制、公教育など革命によって成立した諸制度について論じている。第5巻・第6巻「思想」では、ヴォルテール、モンテスキュー、ルソーなどの思想や主権、平等、友愛などの概念がどのように読み変えられ、受け継がれたかを検証している。第7巻「歴史家」では、カント、ヘーゲル、ミシュレ、トクヴィル、エドガール・キネらの革命論や政治哲学を論じている。

### フランス教育史
ジュール・フェリーの教育改革を中心にフランスにおける公教育の歴史をカトリック教会、共和制との関係において論じた『フランスの公教育』、『ジュール・フェリー』などを著している。これは、以下の国民国家論におけると同様に、「一にして不可分の」共和国としてのフランスの公教育において宗教性や地域主義が排された経緯を検証するものである。

### 国民国家論
オズーフが両親から受け継いだブルターニュの言語や歴史・文化の問題をパリ中心の歴史・文化との関係において論じるようになったのは晩年のことである。この成果が2009年に発表した『フランスの構成』であり、同書ではこれを政治的な国民国家か、文化的な国民国家かという問いとして検証している。具体的には、ジュリアン・バンダが提唱した「一にして不可分の」国家、歴史を通して受け継がれる国家ではなく理性に基づいて構築される「抽象的な」国家と、この対極にあるアルベール・ティボーデが提唱した「差異化された古い国家」、市民による政治的な国家ではなく民族的・文化的アイデンティティによって構成される多様性に基づく国家であり、オズーフは、フランスでは政治的な国民国家論が支配的であり、文化的な国民国家論は「象徴の闘いに敗れた」と論じている。同様に、フランスがヨーロッパ地方言語・少数言語憲章を批准していないことについても、フランスには昔から「特殊性に対するアレルギーがあり」、普遍性や均質性が好まれると指摘している。

### 女性史
オズーフは「もともと女性史やフェミニズムの歴史の専門家ではないが」、フランス革命のジロンド派の指導者の1人であるロラン夫人について研究していたときに、彼女に関するミシュレほかの歴史学者が「女性であること」に焦点を当てていることに気づき、実在の女性のこうした論じられ方に興味を持つようになったという。1995年に発表された『女の言葉』はこうした観点から、対照的な描かれ方をされてきた女性、たとえば（オズーフによると）「禁欲的な」シモーヌ・ヴェイユと「貪欲な」シモーヌ・ド・ボーヴォワールをはじめとし、デファン夫人、シャリエール夫人（イザベル・ド・シャリエール）、ロラン夫人、スタール夫人（アンヌ・ルイーズ・ジェルメーヌ・ド・スタール）、レミュザ夫人（クレール・エリザベット・ド・ヴェルジェンヌ）、ジョルジュ・サンド、ユベルティーヌ・オークレール、コレットの10人の女性の人物像を再検証している。また、英国とフランスのフェミニズムを歴史的な観点から比較し、フランスでは長期にわたる絶対王政期に貴族が男女ともに社交に興じていたのに対して、これに相当する文化をもたなかった英国では早くから男性は政治、女性は家庭という役割分業が確立し、そのために早い時期に平等を求める運動が起こった、フランスのフェミニズムが特殊だとされるのは、もともと英国ほど歴然とした区別（差別）が存在せず、常に男女の「混合、交流の文化」があったからであると論じている。

## 著書一覧
- L'École, l'Église et la République 1871–1914 (公教育、カトリック教会、共和制 1871–1914), Paris, Armand Colin, 1962; (再版) Points Histoire, 2007
- La Fête révolutionnaire 1789–1799, Paris, Gallimard, 1976
  - 『革命祭典 ― フランス革命における祭りと祭典行列』立川孝一訳、岩波書店, 1988
- L'École de la France : essai sur la Révolution, l'utopie et l'enseignement (フランスの公教育 ― 革命、ユートピア、教育に関する考察), Paris, Gallimard, 1984
- Dictionnaire critique de la Révolution française, (フランソワ・フュレとの共編著), Paris, Flammarion, 1988
  - 『フランス革命事典』河野健二、富永茂樹、阪上孝訳、みすず書房 (全2巻, 1998、のち新版 全7巻)
- L'Homme régénéré : essai sur la Révolution française (生まれ変わった人間 ― フランス革命に関する考察), Paris, Gallimard, 1989
- La République des instituteurs (小学校教員の共和制), (ジャック・オズーフとの共著), Paris, Gallimard, 1989
- La Gironde et les Girondins (ジロンド派), Paris, Payot, 1991
- Le Siècle de l'avènement républicain (共和国事件の世紀), (フランソワ・フュレとの共著), Paris, Gallimard, 1993
- Les Mots des femmes : essai sur la singularité française (女の言葉 ― フランスの特殊性に関する考察), Paris, Fayard, 1995
- La Muse démocratique, Henry James ou les pouvoirs du roman (民主主義のミューズ、ヘンリー・ジェイムズ、もしくは小説の権限), Paris, Calmann-Lévy, 1998
- Un itinéraire intellectual (知識人の歩み), (フランソワ・フュレとの共著), Paris, Calmann-Lévy, 1999
- Les Aveux du roman. Le xixe siècle entre Ancien Régime et Révolution (小説が語ること ― アンシャン・レジームと革命の間の19世紀), Paris, Fayard, 2001, prix Guizot-Calvados
- Le Langage blessé : reparler après un accident cérébral (傷ついた言葉 ― 脳卒中の後に再び語ること), Paris, Albin Michel, 2001
- Une autre République : 1791 : L'occasion et le destin d'une initiative républicaine (もう一つの共和国 ― 1791 ― 共和国の歩みの契機と運命), (ローランス・コルニューとの共著), Paris, L'Harmattan, 2004
- Varennes. La mort de la royauté, 21 juin 1791 (ヴァレンヌ事件 ― 1791年6月21日、王政の最期), Paris, Gallimard, 2005, 2006年大使賞
- Jules Ferry (ジュール・フェリー), Paris, Bayard-Centurion, 2005
- Composition française : retour sur une enfance bretonne (フランスの構成 ― ブルターニュの子供時代を振り返って), Paris, Gallimard, 2009, prix du Mémorial-grand prix littéraire d'Ajaccio 2009年アジャクシオ・メモリアル＝文学大賞
- La Cause des livres (本のために), Paris, Gallimard, 2011
- Jules Ferry : La liberté et la tradition (ジュール・フェリー ― 自由と伝統), Paris, Gallimard, 2014
- De Révolution en République : les chemins de la France (共和国の革命から ― フランスの歩み), Paris, Gallimard, 2015
- L’autre George: À la rencontre de George Eliot (もう一人のジョージ ― ジョージ・エリオットに会いに行く), Paris, Gallimard, 2018

その他の邦訳
- 「パンテオン ― 死者たちのエコール・ノルマル」(長井伸仁訳)
- 「『二人の子どものフランス巡歴』 ― 共和国の小さな赤い本」(平野千果子訳) 、ジャック・オズーフとの共著
　各『記憶の場 ― フランス国民意識の文化＝社会史』第2巻 (ピエール・ノラ編、谷川稔監訳、岩波書店, 2003) 所収。

## 受章・栄誉
- 2007年、芸術文化勲章コマンドゥール
- 2007年、チーノ・デル・ドゥーカ世界賞
- 2014年、レジオンドヌール勲章コマンドゥール
- 2017年、国家功労勲章グラントフィシエ
- ゴベール賞
- フランス国立図書館賞
- フランス語賞

## 参考資料
- Mona Ozouf : Une enfance bretonne
- Mona Ozouf. Le retour au pays
- Mona OZOUF - L’image de la femme : la singularité française